# Сулковиці-Перші
Сулковиці-Перші (пол. Sułkowice Pierwsze) — село в Польщі, у гміні Пйонтек Ленчицького повіту Лодзинського воєводства.
Населення — 182 особи (2011).
У 1975-1998 роках село належало до Плоцького воєводства.

## Демографія
Демографічна структура станом на 31 березня 2011 року:
|          | Загалом | Допрацездатний вік | Працездатний вік | Постпрацездатний вік |
| -------- | ------- | ------------------ | ---------------- | -------------------- |
| Чоловіки | 82      | 19                 | 54               | 9                    |
| Жінки    | 100     | 13                 | 58               | 29                   |
| Разом    | 182     | 32                 | 112              | 38                   |